# Адальберт Прусский
Адальберт Генрих Вильгельм Прусский (нем. Adalbert Heinrich Wilhelm von Preussen; 29 октября 1811, Берлин — 6 июня 1873, Карлсбад) — прусский принц, военно-морской теоретик и адмирал, один из создателей военно-морского флота Германии. Сын принца Вильгельма, младшего брата Фридриха Вильгельма III и принцессы Марии Анны Гессен-Гомбургской; двоюродный брат короля и императора Вильгельма I.

## Артиллерийская служба
Служил в артиллерии в 1832—1854 годах, в 1840 году был произведён в генерал-майоры. В 1826 году принц посетил Голландию, в 1832 году — Англию и Шотландию, в 1834 году — Петербург и Москву, в 1837 году — южную Россию, Турцию, Грецию и Ионические острова, в 1842 году — Бразилию. Воспоминания о последнем путешествии (нем. «Ans meinem Reisetagebuche 1842—43 г.») были изданы в виде манускрипта в Берлине в 1847, а позже переведены на английский язык.
24 июня 1834 года был награждён орденом Св. Андрея Первозванного. В июне 1843 года произведён в генерал-инспекторы прусской артиллерии, в 1846 году — в генерал-лейтенанты.

## Морская служба
После издания своей брошюры Denkschrift über die Bildung einer deutschen Flotte (Потсдам, 1848 год) назначен председателем комиссии морского министерства и принял деятельное участие в образовании немецкого флота. В 1849 году он стал командиром береговой эскадры и 30 марта 1854 года был произведён в адмиралы, где занялся лично составом службы персонала во вновь учреждённом прусском адмиралтействе и постройке военной гавани в Ядебузене.
В августе 1856 года отправился в пробное плавание на корвете «Данциг» в Средиземное море и осматривал берега Рифа, где в 1852 году было захвачено прусское торговое судно. Здесь он высадился с 65-ю людьми у мыса Трефоркас, но, встреченный выстрелами пиратов на неприступной местности, потеряв много людей и получив тяжёлое ранение, вернулся на корабль.
В 1861—1871 годах Адальберт был главнокомандующим всего прусского флота и предпринял несколько плаваний. Во время Датской войны 1864 года он командовал Остзейской эскадрой. Во время Австро-прусской войны 1866 был при главной квартире 2-й прусской армии — в битвах под Находом, Скалицем, Швейншедлем, Кениггрецем. С учреждением Северо-Германского союза Адальберта назначили главнокомандующим союзного флота.
В Франко-прусской войне (1870 год) северо-германский флот не мог устоять против неприятеля и был вовремя уведён в Вильгельмсхафен, принц же отправился во Францию, где принял участие в войне. По заключении мирного договора Адальберт оставил должность главнокомандующего флотом, но как генерал-инспектор продолжал заботиться о дальнейшем развитии флота.
Весной 1873 года он поселился для лечения в Карлсбаде, где умер 6 июня 1873 года.
В 1882 году в Вильгельмсгафене ему был воздвигнут памятник.

## Семья
Адальберт состоял в морганатическом браке с Терезой Эльслер, получившей от Фридриха Вильгельма IV титул баронессы фон Барним. Единственный сын Адальберта, барон Адальберт фон Барним, родился 25 апреля 1841 года. Из-за слабости здоровья он не был годен к военной службе и в 1859 году отправился в сопровождении доктора Гартмана путешествовать по Египту и Нубии, где умер от местной лихорадки 12 июля 1860.

## Корабли, названные в честь принца
- SMS Prinz Adalbert (1864) — первый прусский броненосец
- SMS Prinz Adalbert (1876) — броненосный корвет
- SMS Prinz Adalbert (1901) — броненосный крейсер